# ماک ۲۹۵۵۵
سیارک ۲۹۵۵۵ (به انگلیسی: 29555 MACEK، نامگذاری:1998DP) بیست و نه هزار و پانصد و پنجاه و پنجمین سیارک کشف شده‌است که در ۱۸ فوریه ۱۹۹۸ کشف شد.